# Cohoni
Cohoni es una localidad de Bolivia perteneciente al municipio de Palca, en la provincia de Murillo del departamento de La Paz.

## Historia
La región fue una zona de paso para los tiahuanacotas que se trasladaban del Altiplano hacia los valles secos, ya que en el lugar realizaban ceremonias y rituales por la cercanía al Illimani.

## Ubicación
Cohoni es el lugar central del excantón Cohoni, parte del municipio de Palca de la provincia de Murillo. La localidad se encuentra a una altitud de 3560 m s. n. m. y en la parte superior del río de la Paz, de la capital La Paz, que viniendo desde el Illimani, pasa por el noreste, en dirección al río Beni, hasta el cual fluye.

## Geografía
Cohoni se encuentra en una meseta de la cordillera de los Andes, cordillera de la Cordillera Central, a 8 km al suroeste del Illimani. 
La temperatura media anual de la región es de alrededor de 10 °C y oscila entre los 8 °C en julio y a menos de 12 °C en diciembre. La precipitación anual es de unos 600 mm, con una marcada estación seca, de mayo a agosto, y un estación lluviosa de diciembre a febrero.

## Red de transporte
Cohoni se encuentra a una distancia de 60 km al sureste de la ciudad de La Paz, la capital departamental y sede de gobierno del país.
Cohoni se conecta con La Paz a través de una carretera de tierra  empinada que serpentea junto al río de la Paz, pasando por las ruinas de las Caballerizas del Mariscal Andrés de Santa Cruz, la carretera cruza, después de catorce kilómetros, el río a una altitud de 2.390 m s. n. m. en Tahuapalca. La carretera serpentea al otro lado del río, ascendiendo hasta alcanzar los 3.782 m s. n. m. de altura en Santiago de Collana después de veinte kilómetros. Desde allí, una carretera de 26 kilómetros se conecta con los suburbios del este de la ciudad de La Paz, llegando a alcanzar una altura de 4.300 m s. n. m.

## Población
La población de Cohoni ha sufrido solo ligeras modificaciones en las dos últimas décadas: 
| Año  | Habitantes | Fuente             |
| ---- | ---------- | ------------------ |
| 1992 | 1 090      | Censo de población |
| 2001 | 1 051      | Censo de población |
| 2012 | 1 084      | Censo de población |

Debido a los antecedentes históricos de ocupación del territorio, la región tiene un elevado porcentaje de población aimara. En el municipio de Palca el 94,1 % de los habitantes se declaran hablantes de la lengua aimara (2001).